# Bolsa de Valores do Rio de Janeiro

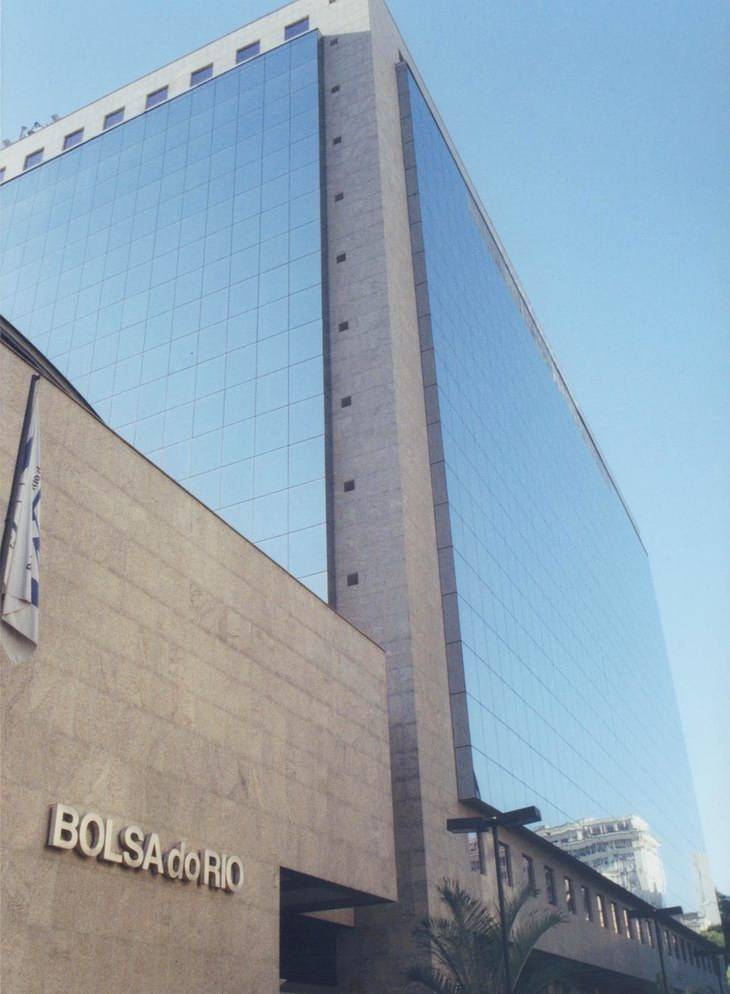
Börse von Rio (2018)

Die Börse von Rio de Janeiro (Bolsa de Valores do Rio de Janeiro oder BVRJ) war Brasiliens zweitgrößte Wertpapierbörse (nach der Bovespa-Börse in São Paulo) und gehörte zu den ältesten brasilianischen Börsen. Heute gehört sie zur B3 S.A.

## Geschichte
Die Eröffnung erfolgte am 14. Juli 1820, drei Jahre nach der Eröffnung der ersten brasilianischen Börse, der heute inaktiven Börse Salvador, und vor Beginn des brasilianischen Unabhängigkeitsprozesses. Von ihren Anfängen bis in die frühen 1970er Jahre war sie die wichtigste brasilianische Börse. Nach den Folgen des Börsencrashs von 1971 verlor sie langsam an Boden gegenüber der Bovespa in São Paulo. Nach einem nationalen Börsencrash 1989 verlor die BVRJ ihren Rang als wichtigste Börse Lateinamerikas an die Börse von São Paulo. Seitdem handelte die BVRJ mit Staatsanleihen und Währungen über das elektronische Sisbex-System; die Handelszeiten waren von 10:00 bis 16:45 Uhr. Am 11. April 2002 wurde sie an BM&F verkauft, das mit der Bovespa fusionierte. Folgend hieß sie BM&FBovespa. Heute firmiert sie unter B3 S.A. – Brasil, Bolsa, Balcão.